# Prostanthera cruciflora
Prostanthera cruciflora là một loài thực vật có hoa trong họ Hoa môi. Loài này được J.H.Willis miêu tả khoa học đầu tiên năm 1967.